# Serratula marginata
Serratula marginata là một loài thực vật có hoa trong họ Cúc. Loài này được Tausch miêu tả khoa học đầu tiên năm 1828.